# Fiskus
Fiskus (av latin fiscus), kallas inom finansrätten staten såsom subjekt för förmögenhetsrättigheter. 
Sammanfattningen av de fiskus tillerkända rättsliga förmånerna, bestående i särskilda privilegier i avseende på bland annat preskription och panträtt, utgör den fiskaliska rätten. I trängre mening förstås med fiskalisk rätt även en bestämd inkomst eller finanskälla för staten, nämligen rätt till böter och förbrutet gods enligt strafflagar, polisförordningar, tull- och andra förordningar rörande skatteväsendet; rätt till olagliga gåvor, såsom mutor och dylikt; rätt till efterlämnat gods, till vilket arvinge icke finns (danaarv, bona vacantia); rätt till herrelöst gods (adespota). I svensk rätt brukades förr uttrycket Kronan i stället för fiskus för att beteckna svenska staten såsom förmögenhetsrättsligt subjekt.